# فرودگاه بین‌المللی کورومچ
فرودگاه بین‌المللی کورومچ (به انگلیسی: Kurumoch International Airport) یک فرودگاه با کد یاتا KUF است که یک باند فرود آسفالت دارد و طول باند آن ۲۵۴۸ متر است. این فرودگاه در کشور روسیه قرار دارد.

## شرکت‌های هواپیمایی و مقصدهای پروازی

### مسافری

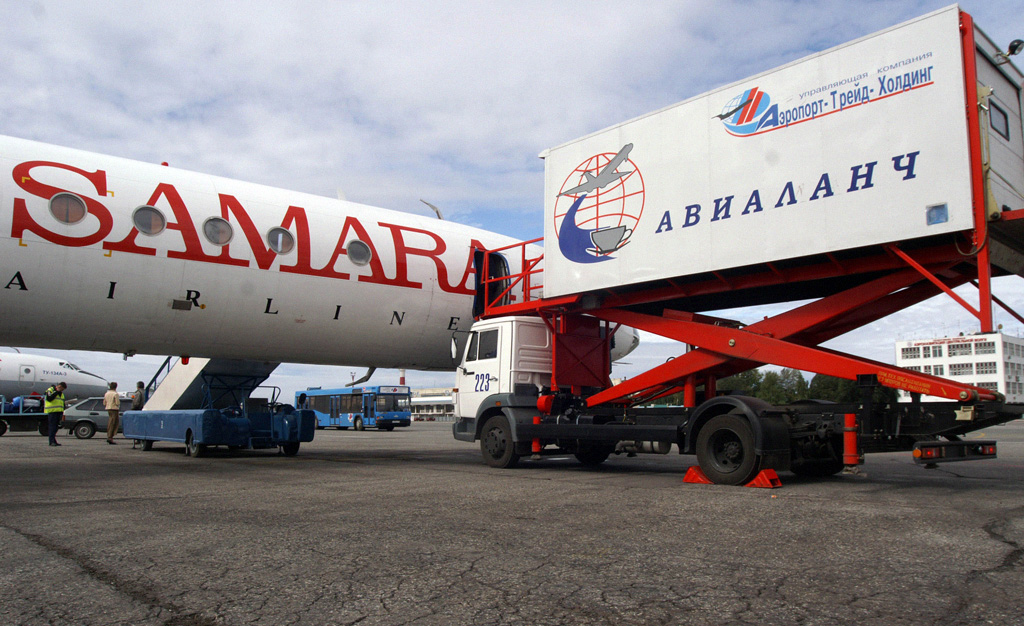
Samara Airlines توپولف-۱۳۴ served at Samara-Kurumoch.

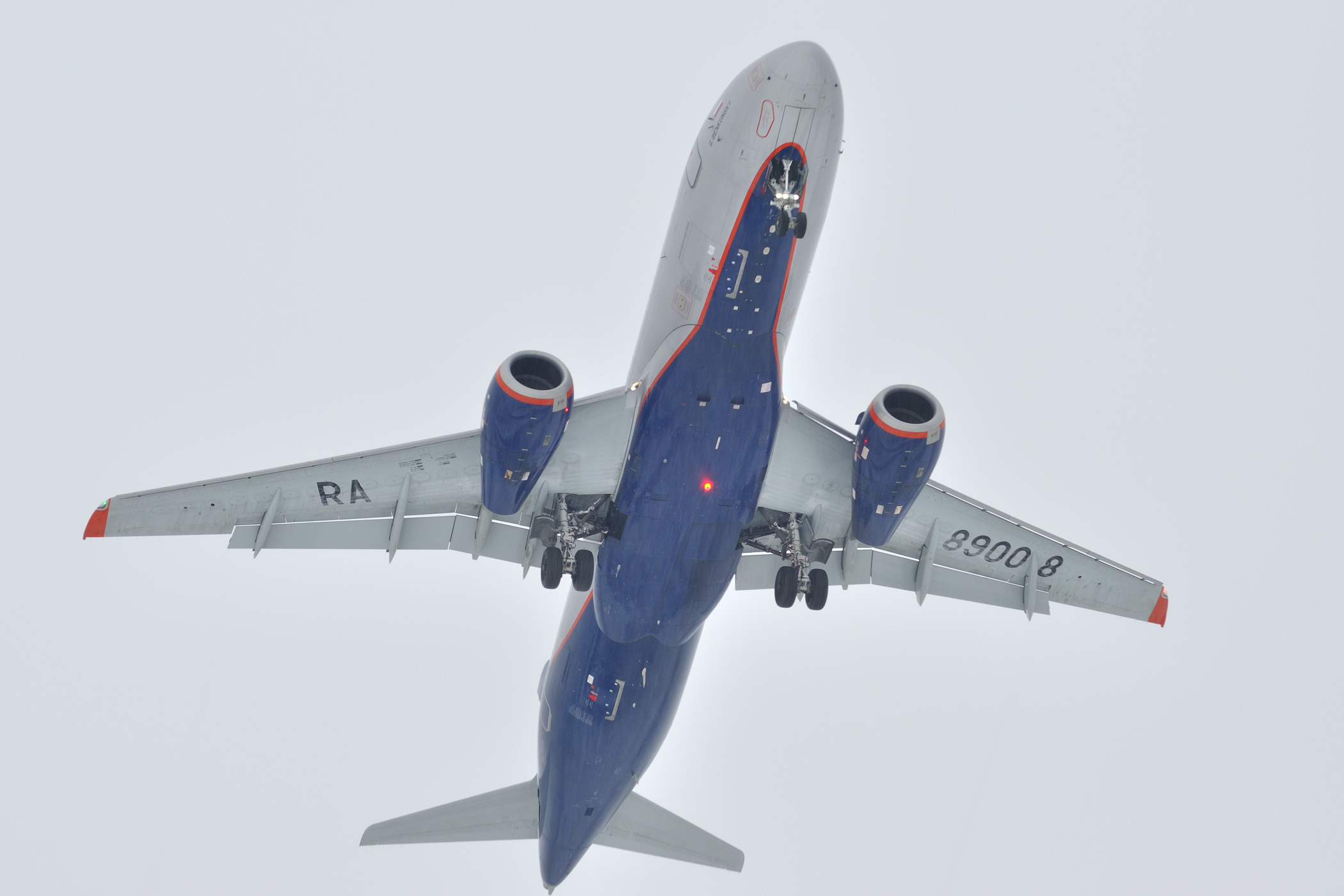
آئروفلوت سوخو سوپرجت ۱۰۰ landing at Samara-Kurumoch.

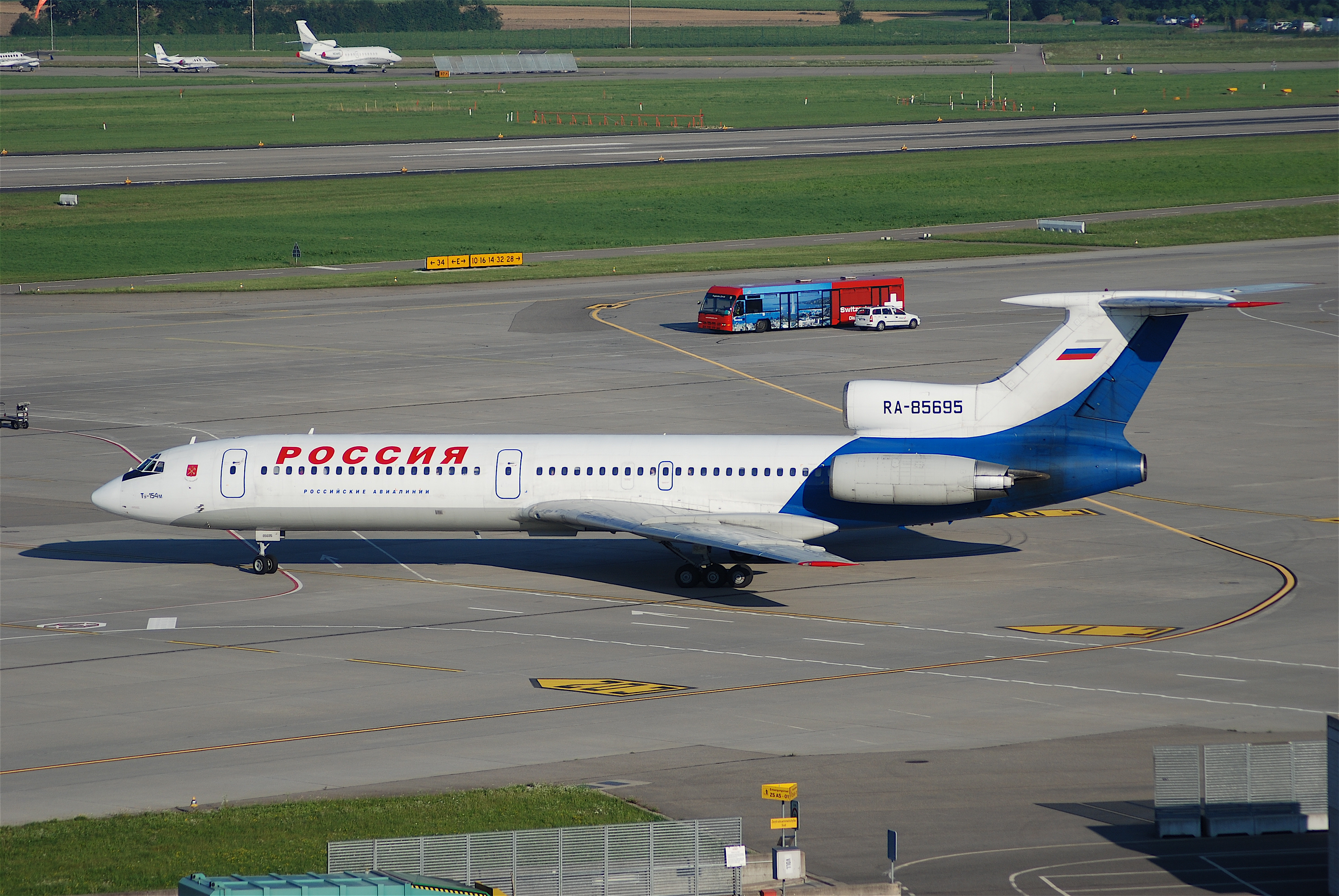
روسیه ایرلاینز توپولف-۱۵۴ taxiing at Samara-Kurumoch.

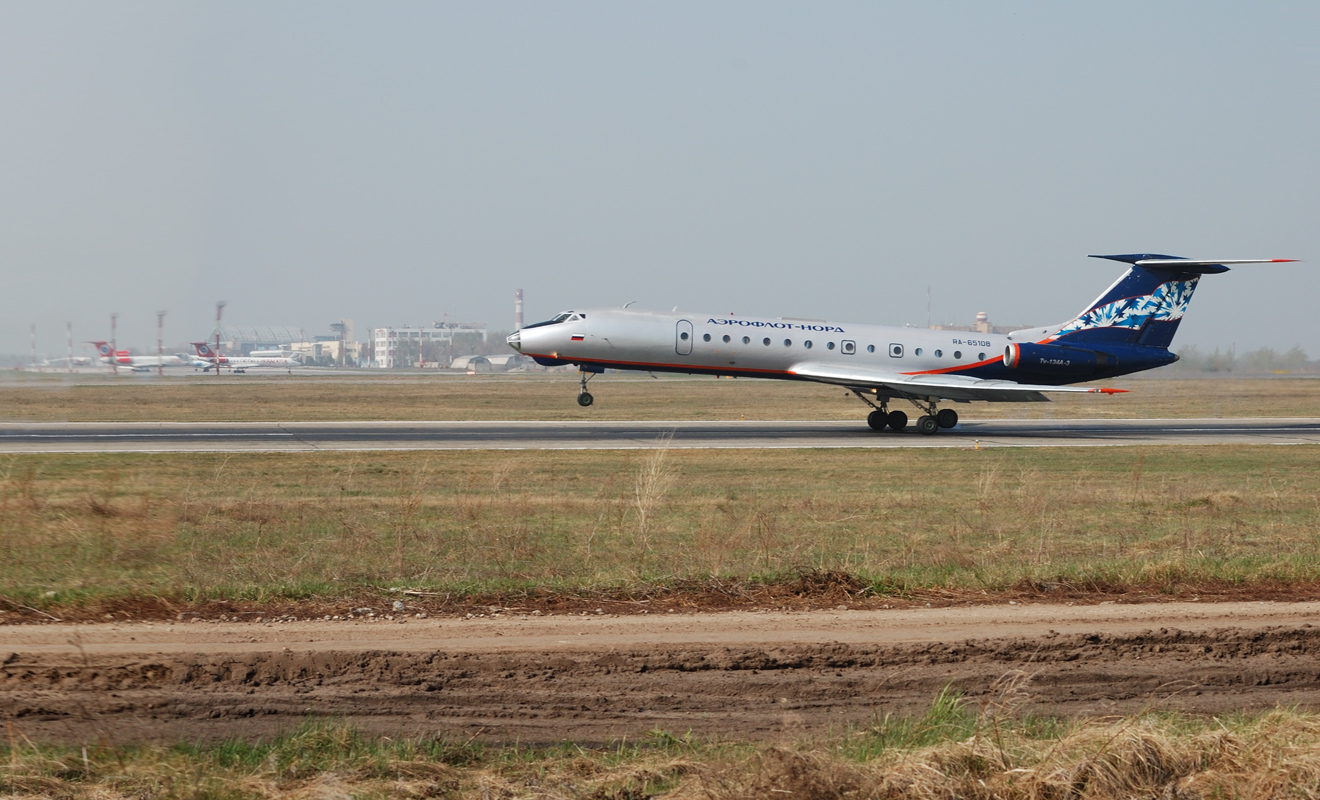
Aeroflot-Nord توپولف-۱۳۴ taking off at Samara-Kurumoch.

| شرکت‌های هواپیمایی                       | مقصدهای پروازی                                                                                |
| --------------------------------------- | --------------------------------------------------------------------------------------------- |
| آئروفلوت                                | شرمتیوو                                                                                       |
| آئروفلوت اجرا توسط روسیه ایرلاینز       | پالکوو فصلی: سوچی                                                                             |
| اطلس گلوبال                             | آتاترک فصلی: آنتالیا                                                                          |
| Azur Air                                | چارتر فصلی: آنتالیا، سووارنابومی، دابولیم، پوکت                                               |
| چک ایرلاینز                             | پراگ رازیون                                                                                   |
| Dexter Air Taxi                         | ایژفسک                                                                                        |
| الین‌ایر                                 | چارتر فصلی: هراکلین، سالونیک                                                                  |
| فن‌ایر اجرا توسط نوردیک رجیونال ایرلاینز | فصلی: هلسینکی                                                                                 |
| فلای‌دبی                                 | دوبی                                                                                          |
| کومی‌اویاترنس                            | بگیشفو، سیکتیوکار                                                                             |
| KrasAvia                                | فصلی: نووی اورنگوی                                                                            |
| Nordavia                                | پالکوو فصلی: سوچی                                                                             |
| نوردویند ایرلاینز                       | چارتر فصلی: کام رانح، پوکت                                                                    |
| انور ایر                                | آتاترک فصلی: آنتالیا                                                                          |
| Orenburzhye                             | قازان، کیروف پوبدیلوف، اورنبورگ تسنترالنی، بولشویه ساوینو، اوفا                               |
| Pegas Fly                               | چارتر فصلی: کام رانح، پوکت                                                                    |
| پگاسوس ایرلاینز                         | صبیحه گوکچن                                                                                   |
| پابیدا                                  | آلماتی، ونوکووا                                                                               |
| رویال فلایت                             | چارتر فصلی: دابولیم                                                                           |
| RusLine                                 | پاشکوفسکی، روستوف-نا-دونو، کولتسوو                                                            |
| اس۷ ایرلاینز                            | دوموده‌دوو                                                                                     |
| ساراتوف ایرلاینز                        | فصلی: یملیانو، مینرالنیه وودی                                                                 |
| تاجیک ایر                               | دوشنبه                                                                                        |
| ترکیش ایرلاینز                          | آتاترک                                                                                        |
| اورال ایرلاینز                          | دوشنبه، خجند، دوموده‌دوو، اوش، سیمفروپول، سوچی، بن گوریون، زوارتنوتس چارتر فصلی: آنتالیا، دوبی |
| یوتی‌ایر اوییشن                          | کوگالیم، ونوکووا، استریگینو، پالکوو، سورگوت، اوفا، کولتسوو فصلی: آناپا                        |
| ازبکستان ایرویز                         | تاشکند                                                                                        |

### باری
| شرکت‌های هواپیمایی      | مقصدهای پروازی  |
| ---------------------- | --------------- |
| ای‌اس‌ال ایرلاینز فرانسه | شارل دوگل پاریس |